# Nikos Pappas
Nikolaos Pappas, detto Nikos (in greco Νικόλαος "Νίκος" Παππάς?; Amarousio, 11 luglio 1990), è un cestista e politico greco, europarlamentare nella X legislatura.

## Carriera
Con la Grecia ha disputato i Campionati europei del 2017.

## Palmarès
- Campionato greco: 5

Panathīnaïkos: 2013-14, 2016-17, 2017-18, 2018-19, 2019-20
- Coppa di Grecia: 5

Panathīnaïkos:	2013-14, 2014-15, 2015-16, 2016-17, 2018-19